# Rettungsmulde
Eine Rettungsmulde ist eine Hartschalenmulde, die mit Gurten und Grifflöchern versehen ist und der Rettung von Verletzten dient. Das Hauptaugenmerk liegt dabei auf der schnellen Rettung von verunfallten Einsatzkräften mit Atemschutz.
Die Rettungsmulde besteht meist aus dem Muldenaufsatz einer handelsüblichen Baustellenschubkarre. Vorne und hinten sind Gurte zum Ziehen der Mulde angebracht, ebenso seitlich zum Fixieren der zu transportierenden Person. An den Seiten befinden sich jeweils zwei Öffnungen als Grifflöcher.
Die Rettungsmulde ist leicht und schützt den Rücken- und Seitenbereich der transportierten Person. Sie kann daher leichtgängig über den Boden gezogen werden. Die Rettungsmulde gewährt ebenfalls eine seitliche Stabilisierung. Sie kann auch zum Transport von Material genutzt werden.
Die Rettungsmulde wurde von Mitgliedern der Feuerwehr Dortmund entwickelt und zum europaweiten Gebrauchsmusterschutz eingereicht. Die „Rettungsmulde Dortmund“ ist TÜV-geprüft, mit einem GS-Gütesiegel versehen und wird inzwischen in Serie produziert.